# El Espíritu (Alfajayucan)
El Espíritu es una localidad de México perteneciente al municipio de Alfajayucan en el estado de Hidalgo.

## Geografía
Se encuentra en la región del Valle del Mezquital, la localidad le corresponden las coordenadas geográficas 20° 25′ 39.19″ de latitud norte y 99° 21′ 40.081″ de longitud oeste, con una altitud de 1860 m s. n. m.
En cuanto a fisiografía se encuentra dentro de la provincia del Eje Neovolcánico dentro de la subprovincia de Llanuras y Sierras de Querétaro e Hidalgo; su terreno es de lomerío y llanura. En lo que respecta a la hidrología se encuentra posicionado en la región Panuco, dentro de la cuenca del río Moctezuma, en la subcuenca del río Alfajayucan. Cuenta con un clima semiseco templado.

## Demografía
En 2020 registró una población de 593 personas, lo que corresponde al 3.09 % de la población municipal. De los cuales 310 son hombres y 328 son mujeres. Tiene 149 viviendas particulares habitadas.
| Gráfica de evolución demográfica de El Espíritu entre 1900 y 2020                            |
|                                                                                              |
| Población de los censos y conteos del Instituto Nacional de Estadística y Geografía (INEGI). |

## Economía
La localidad tiene un grado de marginación medio y un grado de rezago social muy bajo.